# عبد العزيز بن محمد الدوسري
عبد العزيز الدوسري رئيس نادي الإتفاق السعودي.
هو عبد العزيز بن محمد الدوسري مواليد الدمام شرق السعودية, وشخصية رياضية معروفة على الصعيد السعودي.
حقق نادي الاتفاق الكثير من الإنجازات في عهده حيث احرز 11 بطولة من اصل 13 حققها النادي في تاريخه, وهو يعد حاليا من اقدم الرؤساء في السعودية وهو مرشح لدخول موسوعة جينس للأرقام القياسية كأقدم رئيس نادي في العالم.
يعتبر الرئيس عبد العزيز الدوسري الرئيس الذهبي لنادي الاتفاق، كونه ساهم إبان رئاسته في تحقيق البطولات الاتفاقية، تولى رئاسة النادي عام 1981 وحتى عام 1996 ومن ثم عاد لرئاسة النادي في عام 2002 وحتى 2015.
تم ترشيحه أكثر من مرة للعمل مع الاتحاد السعودي نظير خبرته العريضة ولكنه كان يرفض ذلك بسبب انشغاله الدائم في أعماله الخاصة وعدم قدرته على ترك الاتفاق النادي الذي عشقه منذ نعومة أظفاره.
كما حصل الدوسري في بداية 2011 على الجائزة الفضية للخدمة المتميزة بالاتحاد الآسيوي نظراً لخدمتهم للاتحاد الآسيوي من خلال أنديتهم السعودية, وتسلم عنه الجائزة نائب رئيس النادي المدرب الوطني السابق خليل الزياني.

## اسهاماته
- الدوري الممتاز مرتان وإحداهما من دون خسارة أعوام 1982 و 1986
- كأس الأندية الخليجية ثلاث مرات أعوام 1984 و 1988 و 2006
- كأس الأندية العربية مرتان أعوام 1985 و 1988
- كأس الأمير فيصل بن فهد ثلاث مرات أعوام 1991 و 2002 و 2003
- كأس الملك السعودي عام 1985.